# Philip Heijnen
Philip Heijnen (Nijmegen, 25 mei 2000) is een Nederlands baan- en wegwielrenner. Hij is specialist achter de derny. 

## Biografie
Heijnen is geboren in het ziekenhuis in Nijmegen en opgegroeid in het Noord-Brabantse Oeffelt.

## Belangrijke resultaten
Heijnen werd Nederlands kampioen ploegenachtervolging in 2016 en in 2019. In 2019 en 2021 won hij de Nederlandse titel achter de derny. In 2019 won hij tevens de Cupwedstrijd 1872 voor wielrenners onder de 21 (U21) van de Zesdaagse van Londen, samen met Vincent Hoppezak en de ploegenachtervolging op de Nederlandse kampioenschappen baanwielrennen, samen met Casper van Uden, Enzo Leijnse, Maikel Zijlaard en Hoppezak. Met Hoppezak veroverde hij een derde plaats op het Europees kampioenschap baanwielrennen voor renners tot 23 jaar (U23) in de koppelkoers in 2021 te Apeldoorn. Heijnen boekte verscheidene overwinningen met als gangmaker Peter Möhlmann. Heijnen is vooral actief als  baanwielrenner maar rijdt ook wegwedstrijden voor het continentale Parkhotel valkenburg cycling team.
In 2022 werd Heijnen Europees kampioen koppelkoers samen met Yanne Dorenbos tijdens het Europees kampioenschap baanwielrennen voor U23/junioren te Anadia Portugal. Hij wist ook de derde plek te behalen tijdens het omnium op hetzelfde Europees kampioenschap te Anadia. Heijnen wist dit te behalen nadat hij in april vier ruggenwervels had gebroken, in hetzelfde jaar wist heijnen een 4de plek te behalen tijdens het EK Baanwielrennen voor elite in het Duitse Munchen.Dit was zijn debuut op een groot toernooi, Heijnen had hiervoor nog nooit een elite toernooi gereden.
In december 2022 nam hij deel aan de elite Zesdaagse van Rotterdam, waar hij een koppel vormde met de Duitser Tim Torn Teutenberg. Zij eindigde in het algemeen klassement op de 5e plaats. Heijnen wist alle vier de dernyraces te winnen waar hij aan deelnam.
In december 2023 behaalde Heijnen met zijn koppelpartner Vincent Hoppezak de derde plaats in de Zesdaagse van Rotterdam. Net als in 2022 wist hij alle dernyraces (3 stuks) te winnen, waar hij aan deelnam.

### Baanwielrennen
| Jaar     | NK                                                   | EK                   | WK          | Overig                                              |          |
| Junioren | Junioren                                             | Junioren             | Junioren    | Junioren                                            | Junioren |
| -------- | ---------------------------------------------------- | -------------------- | ----------- | --------------------------------------------------- | -------- |
| 2016     | omnium · puntenkoers · scratch · derny               |                      |             |                                                     |          |
| 2017     | derny · puntenkoers                                  |                      |             |                                                     |          |
| Belofte  |                                                      |                      |             |                                                     |          |
| 2018     |                                                      |                      |             | U23 Zesdaagse Rotterdam                             |          |
| 2019     |                                                      |                      |             | U21 Zesdaagse London · U23 Zesdaagse Berlin         |          |
| 2021     |                                                      | koppelkoers          |             | Gent: · koppelkoers                                 |          |
| 2022     |                                                      | koppelkoers · omnium |             |                                                     |          |
| Elite    |                                                      |                      |             |                                                     |          |
| 2016     | ploegenachtervolging                                 |                      |             |                                                     |          |
| 2017     |                                                      |                      |             |                                                     |          |
| 2018     |                                                      |                      |             |                                                     |          |
| 2019     | ploegenachtervolging · derny · puntenkoers           |                      |             |                                                     |          |
| 2020     |                                                      |                      |             | GP Prostějov: · koppelkoers · scratch               |          |
| 2021     | derny · puntenkoers · koppelkoers · scratch · omnium |                      |             | GP Prostějov: · koppelkoers · scratch · puntenkoers |          |
| 2022     | derny · puntenkoers · koppelkoers · afvalkoers       |                      |             | Anadia: · scratch · Gent: · afvalkoers              |          |
| 2023     | puntenkoers · scratch · koppelkoers                  | afvalkoers           |             |                                                     |          |
| 2024     | koppelkoers                                          |                      | puntenkoers |                                                     |          |
| 2025     |                                                      | omnium               |             |                                                     |          |

## Blessures
Heijnen heeft in zijn carrière verscheidene ernstige blessures gehad. Hij brak zijn sleutelbeen tijdens een training kort voor het EK baanwielrennen (2017), zijn schouderblad bij een baanwedstrijd in Dudenhofen (Duitsland) (2021) en vier ruggenwervels gedurende een baanwedstrijd in Gent (België) (2022).